# Mentzelia conspicua
Mentzelia conspicua är en brännreveväxtart som beskrevs av T.K. Todsen. Mentzelia conspicua ingår i släktet Mentzelia och familjen brännreveväxter. Inga underarter finns listade i Catalogue of Life.